# Joshua Kipkemboi
Joshua Kipkemboi (né le 22 février 1959) est un athlète kényan, spécialiste du 3 000 m steeple. 

## Biographie
Il remporte la médaille d'or du 3 000 m steeple lors des championnats d'Afrique 1984, à Rabat au Maroc, dans le temps de 8 min 27 s 88.
Il décroche la médaille d'argent aux Jeux africains de 1987 et aux Jeux du Commonwealth de 1990.

### Palmarès
| Date | Compétition            | Lieu     | Résultat | Épreuve         | Performance   |
| ---- | ---------------------- | -------- | -------- | --------------- | ------------- |
| 1984 | Championnats d'Afrique | Rabat    | 1er      | 3 000 m steeple | 8 min 27 s 88 |
| 1987 | Jeux africains         | Nairobi  | 2e       | 3 000 m steeple | 8 min 45 s 94 |
| 1990 | Jeux du Commonwealth   | Auckland | 2e       | 3 000 m steeple | 8 min 24 s    |

### Records
| Épreuve         | Performance   | Lieu     | Date        |
| --------------- | ------------- | -------- | ----------- |
| 3 000 m steeple | 8 min 14 s 13 | Coblence | 6 août 1986 |